# Hypotéza singulárních kardinálů
Hypotéza singulárních kardinálů (někdy také označovaná zkratkou SCH) je tvrzení z oboru teorie množin, které (pokud je přijato) zjednodušuje výpočet kardinální mocniny.
Toto tvrzení bylo formulováno R.Solovayem v roce 1974 v následujícím tvaru:

## Formulace hypotézy
Pro každý singulární kardinál {\displaystyle \aleph _{\alpha }\,\!} platí

{\displaystyle \gimel (\aleph _{\alpha })=max(\aleph _{\alpha +1},2^{cf(\aleph _{\alpha })})\,\!}
- {\displaystyle \aleph _{\alpha }\,\!} je zápis pro funkci alef používanou pro označování nekonečných kardinálů
- {\displaystyle \gimel \,\!} je zápis pro funkci gimel
- {\displaystyle cf(\aleph _{\alpha })\,\!} je zápis pro kofinál kardinálního čísla

Hypotézu lze ekvivalentně formulovat také:
- Jestliže pro nekonečné kardinální číslo {\displaystyle \kappa } platí nerovnost {\displaystyle 2^{\operatorname {cf} \kappa }<\kappa }, pak {\displaystyle \kappa ^{\operatorname {cf} \kappa }=\kappa ^{+}}, kde {\displaystyle \kappa ^{+}} značí následníka {\displaystyle \kappa }.

## Postavení hypotézy v teorii množin
Jak sám název napovídá, jedná se o hypotézu – tj. tvrzení, které zatím nebylo dokázáno z axiomů teorie množin a jsou dobré důvody se domnívat, že ani dokazatelné není.

SCH je důsledkem zobecněné hypotézy kontinua, což mimo jiné znamená, že je bezesporná s axiomy ZF – to vyplývá z bezespornosti samotné zobecněné hypotézy kontinua. Mezi oběma hypotézami ale neplatí ekvivalence – SCH je tedy „slabší“ tvrzení.
Menachem Magidor roku 1977 dokázal, že SCH není dokazatelná v ZFC, pokud je existence superkompaktního kardinálu bezesporná s axiomy ZFC.

## Význam hypotézy
Hlavním významem SCH je, že podstatným způsobem zjednodušuje výpočet kardinální mocniny. Jsou-li {\displaystyle \aleph _{\alpha }\,\!} a {\displaystyle \aleph _{\beta }\,\!} libovolné nekonečné kardinály, pak (za předpokladu přijetí SCH) platí:
- {\displaystyle \aleph _{\alpha }^{\aleph _{\beta }}=2^{\aleph _{\beta }}\,\!} , pokud {\displaystyle \aleph _{\alpha }\leq 2^{\aleph _{\beta }}\,\!}
- {\displaystyle \aleph _{\alpha }^{\aleph _{\beta }}=\aleph _{\alpha }\,\!} , pokud {\displaystyle \aleph _{\alpha }>2^{\aleph _{\beta }}\,\!} a {\displaystyle \aleph _{\beta }<cf(\aleph _{\alpha })\,\!}
- {\displaystyle \aleph _{\alpha }^{\aleph _{\beta }}=\aleph _{\alpha +1}\,\!} , pokud {\displaystyle \aleph _{\alpha }>2^{\aleph _{\beta }}\,\!} a {\displaystyle cf(\aleph _{\alpha })\leq \aleph _{\beta }\,\!}